# José Mas Dordal

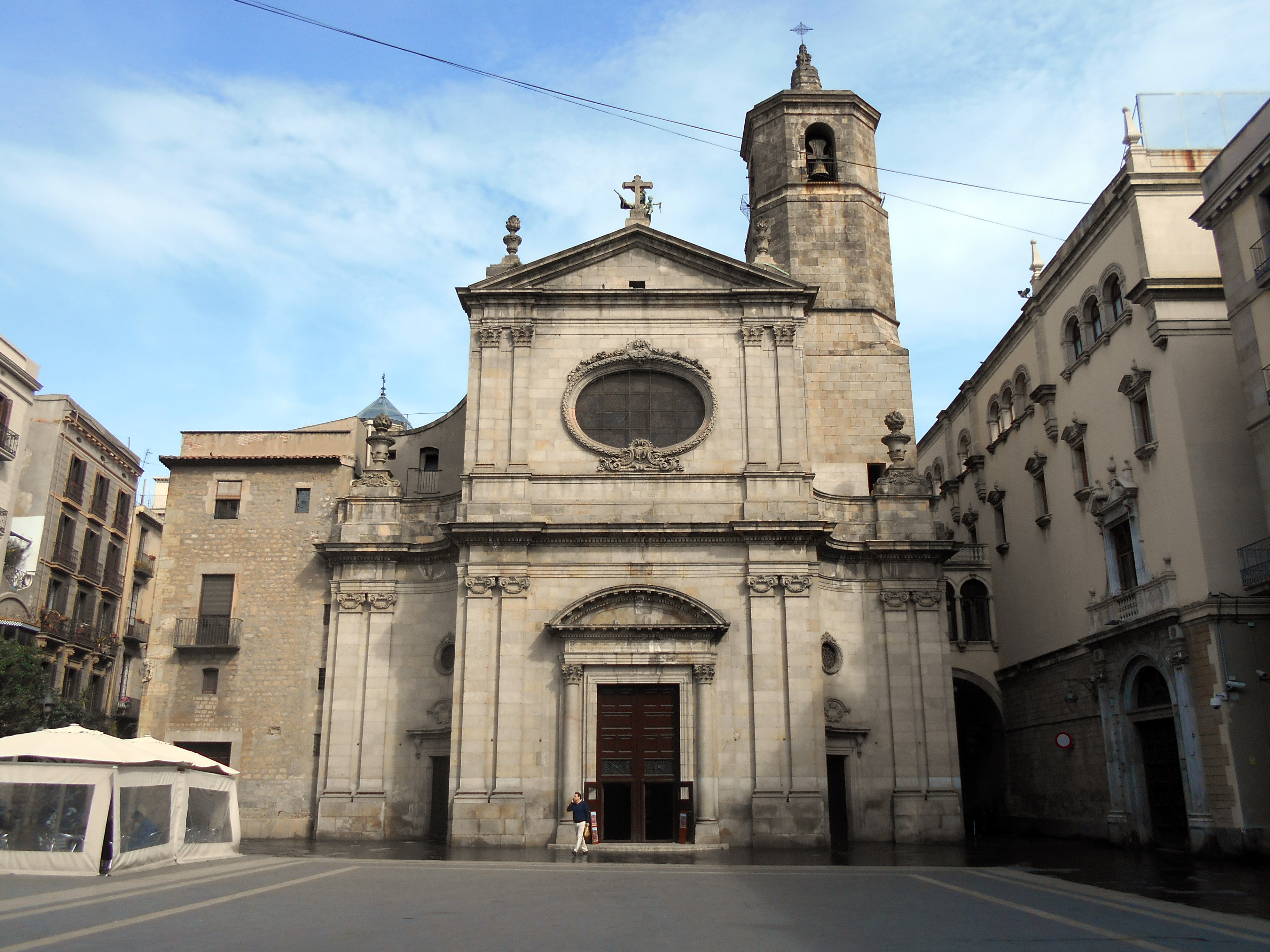
Iglesia de la Merced.

José Mas Dordal (f. Barcelona, 1808) fue un maestro de obras español. Se inició en el estilo barroco, aunque posteriormente evolucionó al neoclasicismo, siendo autor de numerosas obras. Trabajó en colaboración con su hermano Pablo Mas Dordal. Fue padre del arquitecto José Mas Vila.

## Biografía
Fue discípulo de José Arnaudies, maestro de casas y fuentes de Barcelona, del que heredó el cargo en 1758. En virtud del cargo municipal dirigió la demolición de la torre medieval de Portaferrissa (1774) y proyectó la nueva mesa de depósitos comunes de la plaza de San Jaime. Fue autor también de la reforma del puerto de Palamós y del proyecto urbanístico de Almacellas, en la comarca de Segriá (1774-1779), con una iglesia, un palacio y 40 casas.
Una de sus principales obras fue la iglesia de la Merced (1765-1775), construida en sustitución de una iglesia anterior de estilo gótico de la orden de los mercedarios. Presenta nave única con capillas laterales intercomunicadas, siguiendo el esquema de las iglesias contrarreformistas catalanas, crucero con cúpula y camarín sobre el presbiterio. La fachada denota la influencia de Sant'Andrea al Quirinale de Bernini, con muros laterales curvados, puerta con frontón semicircular, rosetón y frontón superior triangular.

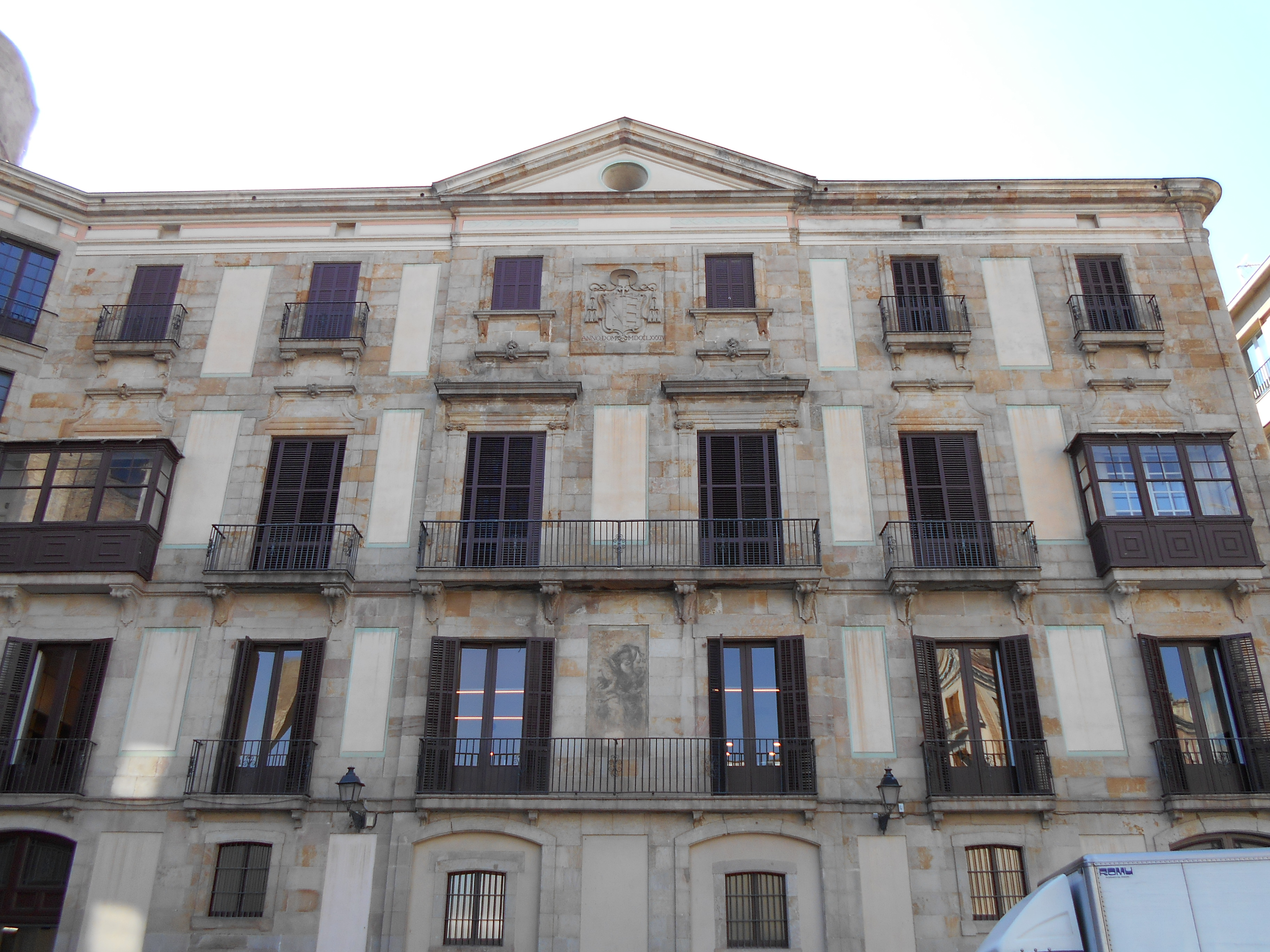
Palacio Episcopal de Barcelona.

En 1771 diseñó una sillería de estilo rococó para el presbiterio de la iglesia de Santa María del Pino.
Fue el responsable de la ampliación de la iglesia de Santa María de Arenys (1774-1784), con unos cuerpos laterales a modo de crucero, la supresión de las sacristías de los dos lados del presbiterio y una nueva ampliación detrás del ábside.

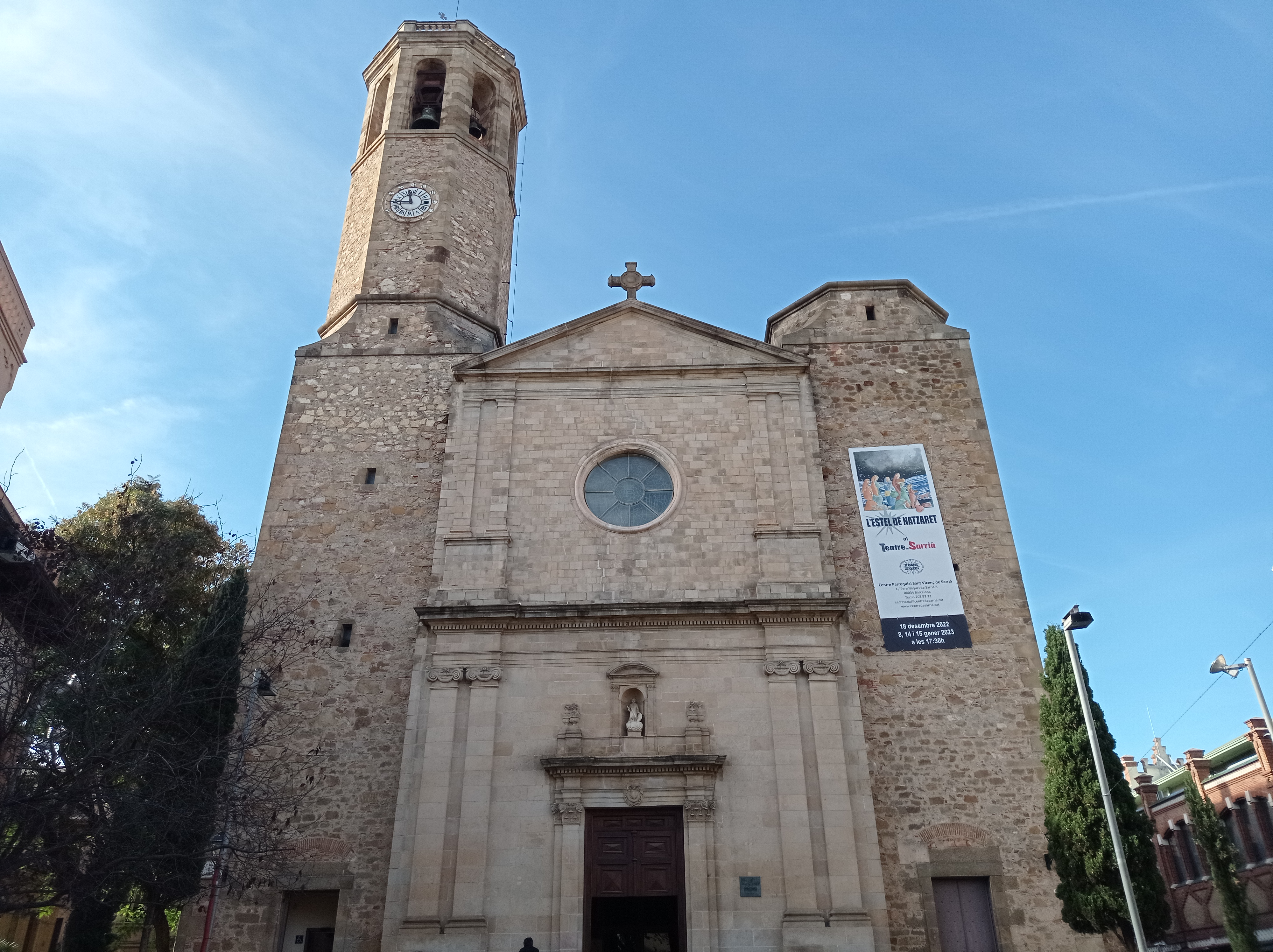
Iglesia de San Vicente de Sarriá

Fue autor también del Palacio Moja, en la Rambla barcelonesa (1774-1789), un edificio de corte neoclásico construido para los marqueses de Cartellà y Moja. Tiene una estructura de planta baja —actualmente porticada por una reforma practicada en 1934— y dos pisos, con una fachada sobria de ventanales con balcones, algunos de ellos decorados con relieves de trofeos militares, y un coronamiento en forma de frontón triangular.
En el entonces municipio independiente de Sarrià —hoy día un barrio más de Barcelona— construyó entre 1778 y 1816 la iglesia parroquial de San Vicente, sobre los restos de una anterior iglesia gótica de 1379, edificada a su vez sobre otra románica consagrada en 1147. Tiene tres naves intercomunicadas por arcos de medio punto, con cabecera plana y transepto con cúpula, así como capillas laterales.
En 1789 fue aceptado como miembro de la Real Academia de Ciencias y Artes de Barcelona, siendo elevado a la categoría de académico artista.
Entre 1782 y 1784 amplió el Palacio Episcopal de Barcelona con un nuevo edificio con fachada a la plaza Nueva, anexo al antiguo recinto románico y a una de las torres de la puerta decumana de la muralla romana. Tiene una estructura de cuatro plantas, con una fachada de aspecto neoclásico con un cuerpo central rematado en frontón, con un conjunto de ventanas y balcones alineados, algunos enmarcados por molduras y otros rematados por bajorrelieves. Originalmente la fachada estaba decorada en las entrepilastras con unas pinturas de Francesc Pla el "Vigatà", aunque hoy día solo quedan unos restos en el paramento central de la planta noble.